# Pältsan
Pältsan eller Pältsa, nordsamiska Bealccan, är Sveriges nordligaste högfjäll och ligger vid gränsen mot Norge i norra Lappland väster om Treriksröset. 
Pältsan har tre toppar, av vilka den mellersta ('norra') toppen är den högsta med sina 1444 meter över havet. Den är mycket flack på ovansidan, och består mest av ett enda klippfält, men sidorna är mer eller mindre branta.
Massivet reser sig nästan 900 meter över dalen till öster. 
Den södra toppen är lite lägre, 1404 meter hög, och är en Nunatak, som stack upp ur isen under senaste istiden. Den är därför mycket spetsig, och bara den västra sidan går att bestiga utan klätterutrustning.
Även den högsta toppen har något branta sidor, toppen däremot är väldigt flack.
Mellan de två topparna går en dal, som sluttar mot sydväst och är vid högsta punkten ca 300 meter djup. Väster om Pältsan ligger det norska fjället Moskkugáisi. 
Pältsans berggrund är mycket kalkrik, vilket gett berget en rik flora. Artrika dryashedar förekommer i stor omfattning. Många sällsynta växtarter växer där, bland annat dvärgdraba, fjällarnika, staggstarr och fjälltrift samt pältsavallmo, som, i Sverige, endast förekommer på Pältsan. I dess övre delar består Pältsan av den svårvittrade bergarten amfibolit, och övergår i dolomit längre ner på fjället.
Öster om Pältsan ligger Pältsastugan, som är Svenska Turistföreningens nordligaste fjällstuga, med en större och en mindre stuga samt en byggnad med bastu och förråd. 
Genom dalen öster om fjället flyter Beálcanjohka, som börjar på norska sidan om gränsen för att därefter runda fjällmassivet och flyta ihop med Könkämäälven.
Sydväst om massivet finns Beálcanvaggi, en sju kilometer lång dalgång inringad av höga fjällmassiv på gränsen mellan Sverige och Norge.
Ett av dessa massiv rymmer minst två glaciärer, vilka inte är inmätta, men mest troligt är retirerande. Det finns även två sjöar i området. En av de är azurblå till färgen, på grund av kontaminering av glaciärslam. Ovanför sjön har det uppenbarligen funnits en glaciär, men denna är idag reducerad till flera större snölegor. Den stora förekomsten av stora snölegor i dalen visar att det har funnits många glaciärer, eller en stor och sammanhängande, i dalen för inte alltför länge sedan.
Nedanför stugan i Bealcánjokha finns Pältsafallet.
Massivet nås lättast via Nordkalottleden från Kilpisjärvi.